# EN 60601-2-32
Die EN 60601-2-32 mit dem Titel „Medizinische elektrische Geräte – Teil 2-32: Besondere Festlegungen für die Sicherheit Röntgenanwendungsgeräten“ ist Teil der Normenreihe EN 60601.
Herausgeber der DIN-Norm DIN EN 60601-2-32 war das Deutsche Institut für Normung.
Die Norm basiert auf der internationalen Fassung IEC 60601-2-32. Im Rahmen des VDE-Normenwerks ist die Norm als VDE 0750-2-32 klassifiziert, siehe DIN-VDE-Normen Teil 7.
Diese Ergänzungsnorm regelt allgemeine Festlegungen für die Sicherheit, Prüfungen und Richtlinien für Röntgenanwendungsgeräte. Zweck ist es, Merkmale der Basissicherheit, sowie Prüfungen zu beschreiben und zusätzlich Anleitungen für ihre Anwendung zu geben.

## Gültigkeit
Die deutsche Ausgabe 11.1995 war ab ihrem Erscheinungsdatum als Deutsche Norm angenommen.
- Die aktuelle Fassung (11.1995) ist korrespondierend mit der 2. Ausgabe der DIN EN 60601-1 anzuwenden.
- Es wurde noch kein Entwurf zur Anwendung mit der 3. Ausgabe der DIN EN 60601-1 veröffentlicht.
- Die Norm ist zurückgezogen und durch die Norm DIN EN 60601-2-54 ersetzt worden.

## Anwendungsbereich
Diese besonderen Festlegungen gelten für Einrichtungen und Geräte, die in Verbindung mit medizinischen Röntgeneinrichtungen verwendet werden, um Funktionselemente zu tragen und entsprechend zu positionieren. Patientenlagerhilfen für die Anwendung von Röntgenstrahlern sind mit eingeschlossen. Diese besonderen Festlegungen gelten für alle Anwendungsgeräte für die keine anderen besonderen Festlegungen bestehen.

## Zusatzinformation
Folgende geänderte Anforderungen sind in der EN 60601-2-32 enthalten (Auszug):
- Mechanische Festigkeit
- Gefahr durch bewegte Teile